# Palazzo Pazzi
Palazzo Pazzi, detto anche "della Congiura" o palazzo Pazzi-Quaratesi, è un edificio storico del centro di Firenze, situato in via del Proconsolo 10, angolo borgo Albizzi 31. Si tratta di uno dei migliori esempi, in città, di architettura civile del Rinascimento, per cui appare nell'elenco redatto nel 1901 dalla Direzione Generale delle Antichità e Belle Arti, quale edificio monumentale da considerare patrimonio artistico nazionale.

## Storia

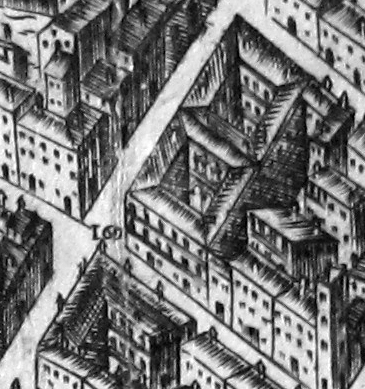
Palazzo Pazzi e palazzo Pazzi-Scolari nella pianta del Buonsignori (1594)

Fu Jacopo de' Pazzi a volere una grande palazzo di famiglia sul luogo di alcune case ad essa appartenenti, anche per poter rivaleggiare con le altre ricchissime famiglie della città quali i Medici e gli Albizzi. Il nome dell'architetto a cui fu affidato questo nuovo progetto non è noto, ma oggi si tende a ritenere più probabile quello di Giuliano da Maiano, che vi avrebbe lavorato tra il 1458 ed il 1469 e che per la stessa famiglia creò villa La Loggia, anziché quelli di Filippo Brunelleschi, autore della cappella Pazzi, o di Michelozzo. È comunque possibile che Brunelleschi abbia fornito alcune idee e progetti sviluppati e messi in opera poi da Giuliano da Maiano, così come il da Maiano curò il completamento la cappella in Santa Croce. Al di là della questione attributiva la fabbrica è comunque da considerare, sia per il periodo di costruzione, sia per l'eleganza delle forme, sia per le dimensioni, tra le più importanti della città, modello per molte altre residenze dei ceti dirigenti della Firenze tardo quattrocentesca.
Il palazzo è infatti detto anche "della Congiura" perché proprio il ramo della famiglia che vi risiedeva fu responsabile della congiura contro i Medici, che portò all'uccisione di Giuliano e al ferimento di Lorenzo, diventando poi però fatale per la famiglia Pazzi che venne duramente punita con l'uccisione di alcuni suoi membri (compreso lo stesso Jacopo), il bando dei suoi membri dalla città e la confisca di tutti i loro beni, compreso questo palazzo. 
Il palazzo venne concesso allora al cardinale Guillaume d'Estouteville, amico di lunga data di Lorenzo, fino alla sua morte nel 1483. Fu portato in dote dalla figlia di Lorenzo Maddalena in occasione delle sue nozze con Franceschetto Cybo, avvenute il 25 febbraio del 1487 in Vaticano. Loro figlio Lorenzo Cybo sposò poi Ricciarda Malaspina, marchesa di Massa e Carrara, originando la famiglia Cybo Malaspina, che fu proprietaria del palazzo per tutto il Cinquecento. A questo periodo risale la denominazione dell'edificio come palazzo "delle Marchesane di Massa", ed era conosciuto in tutta la città per la vita mondana che le proprietarie del palazzo erano solite fare. Ad esempio nel 1534 esse furono le prime in città a usare delle carrozze (chiamate "cocchi"), che inizialmente suscitarono scalpore per lo strepito che le ruote facevano sul lastrico. 
Nel 1593 passò agli Strozzi, che lo tennero fino al 1796 quando divenne proprietà dei Quaratesi. Nel 1843 cambiò di nuovo proprietario, venendo acquistato da Ferdinando de Rast, ricco barone tedesco, che dopo aver visitato Firenze in un viaggio se la elesse come sua residenza definitiva. Dopo la sua morte egli dispose che il palazzo venisse ceduto a un istituto religioso di Coburgo, che comunque poco dopo lo vendette. Nel 1850 qui era la sede del Tribunale della Suprema Corte di Cassazione e nel periodo di Firenze Capitale (1865-1871) ospitò la loggia massonica del Grande Oriente d'Italia e anche, in altri ambienti, fu affittato all’Ambasciata prussiana d’Italia, e in parte destinato ad alloggio del diplomatico Karl George Ludwig von Usedow.

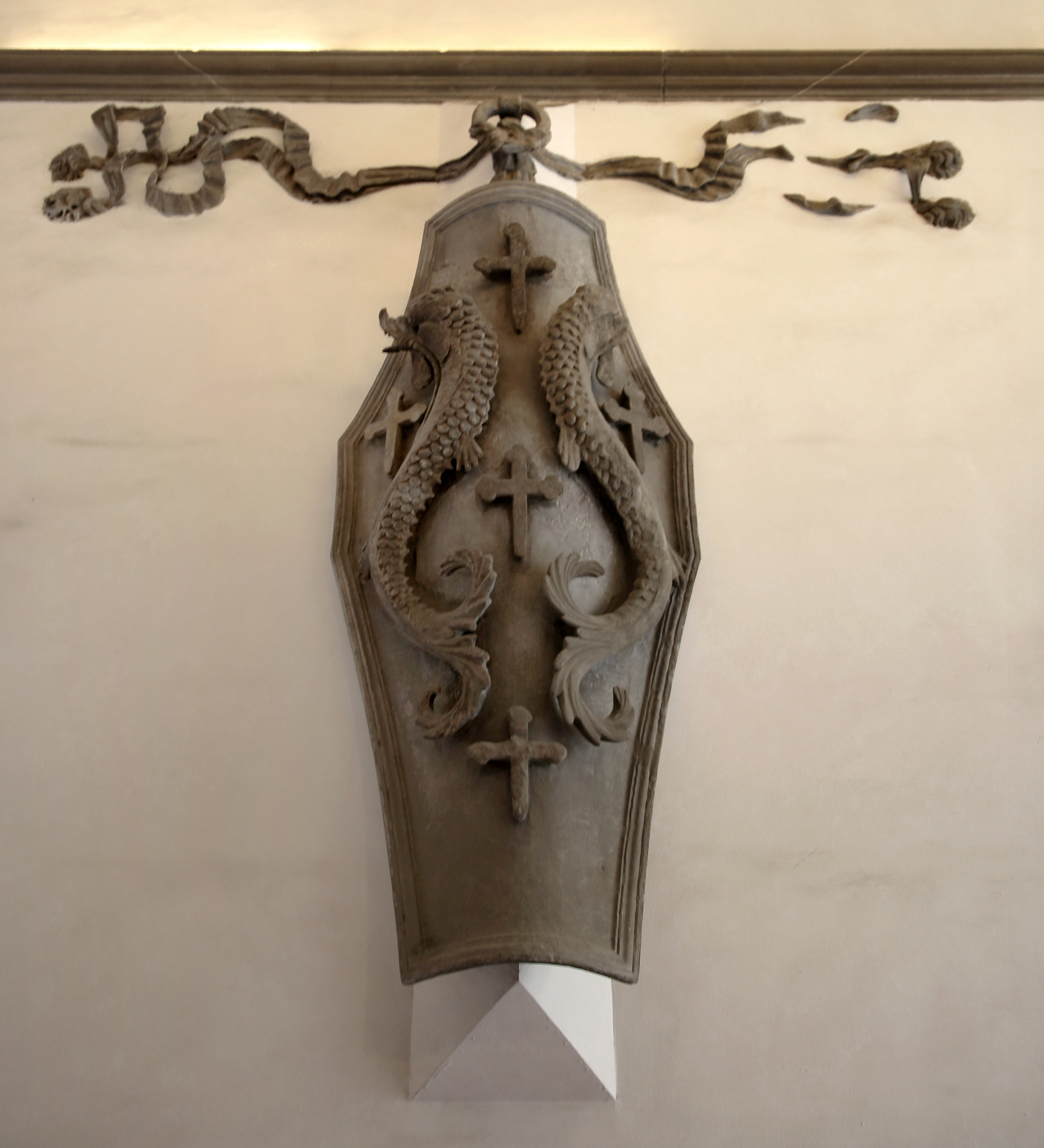
Lo stemma dei Pazzi con due delfini addossati, attribuito a Donatello

Nel 1913 venne acquistato dalla Banca di Firenze, la quale lo fece restaurare agli architetti Ezio Cerpi e Adolfo Coppedè (1913-1915). Quest'ultimo tra l'altro chiuse con una copertura in ferro e ghisa il cortile quattrocentesco all'altezza del primo piano, in modo da renderlo utilizzabile per servizi all'utenza. A questo stesso intervento risale il monumentale ingresso all'ascensore e vari dipinti e vetrate di Galileo e Chino Chini. 
Il passaggio all'attuale proprietario, l'Istituto Nazionale della Previdenza Sociale che qui ha la sua sede fiorentina, risale al 1931. Fu restaurato nel 1960, questa volta su base filologica e con la direzione dei soprintendenti Ugo Procacci e Guido Morozzi. Nell'ambito dei lavori fu tra l'altro liberato dalla sovrastruttura il cortile quattrocentesco e le membrature in pietra (scalpellate nel corso del precedente cantiere) reintegrate. "Per la integrazione delle parti mancanti dei capitelli fu seguito il metodo della riproduzione delle medesime in calchi di finta pietra e l'applicazione di questi, con speciali supporti metallici alle pareti offese; e ciò allo scopo di non generare incertezza fra le parti autentiche e quelle ricomposte". 
Un ulteriore restauro si è concluso nel 2010. Vista l'importanza dell'edificio appare quanto mai discutibile la realizzazione di un'"isola ecologica" proprio dal lato del suo prospetto principale, deliberata dalla Giunta comunale nel 2012 e nello stesso anno realizzata.

## Descrizione
Il marchese Leonardo Ginori Lisci in un suo celebre studio enumerava i "sette palazzi più belli di Firenze" (pescando soprattutto nell'architettura rinascimentale) quali i palazzi Medici-Riccardi, Rucellai, Pitti, Strozzi, Antinori, Gondi e Pazzi.

### Esterno

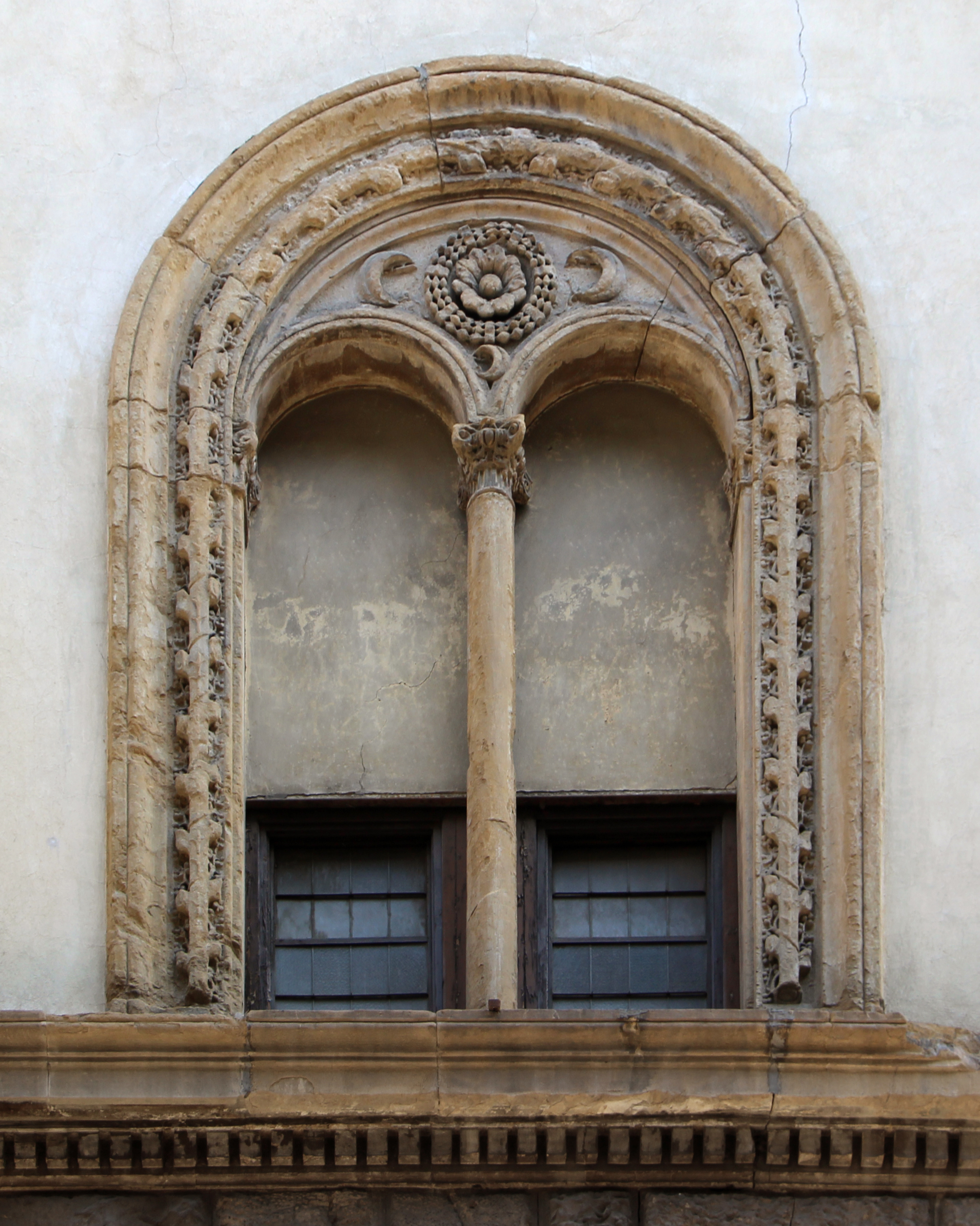
Decorazione di una delle bifore

Il palazzo risponde perfettamente ai canoni imposti dal De re aedificatoria di Leon Battista Alberti, che consigliava facciate "ornate delicatamente e leggiadramente piuttosto che superbamente". L'accesso all'edificio avviene da due portoni, su Borgo Albizi e su via del Proconsolo, che sono dotati di ampi "brachettoni" che ne accrescono l'imponenza. 
La facciata è dominata dal contrasto fra il bugnato rustico del pian terreno e l'intonaco bianco dei due piani superiori, abbelliti da eleganti bifore sottolineate da cornici marcapiano dentellate. La scelta dell'intonacatura era molto originale nel Quattrocento, se confrontata con i palazzi coevi, e alleggeriva l'austerità della facciata, ma non si può escludere che l'intonaco fosse originariamente dipinto con graffiti o con un finto bugnato. Le finestre superiori presentano raffinati elementi decorativi quali tralci ed elementi vegetali nelle cornice, colonnine corinzie e le imprese familiari delle tre mezzelune, che ricordavano le origini fiesolane della famiglia, e della barca con le vele gonfiate dal vento, che alludevano ai traffici marittimi dell'attività mercantile. La fascia più alta è decorata da oculi al di sotto della gronda sporgente. Le finestre del piano terreno, con cornici composte da conci orientati a prisma, sono invece da far risalire al Seicento, in sostituzione di altre aperture decisamente più piccole. 
Sulla cantonata il grande scudo con l'arme dei Pazzi (d'azzurro, a due delfini d'oro guizzanti in palo addossati, posti in mezzo a cinque crocette fioronate), attribuito a Donatello, copia dell'originale conservato nell'androne e restaurato nel 2000. La collocazione originaria dello scudo era tuttavia all'ingresso del giardino dei Pazzi sull'altro lato della strada, dove oggi si trova il palazzo della Banca d'Italia.
Sulla cantonata si trova un'edicola contenente un bassorilievo in marmo con profilo della Vergine, forse della fine del Cinquecento. Su via del Proconsolo inoltre è presente una buchetta del vino.

### Il cortile

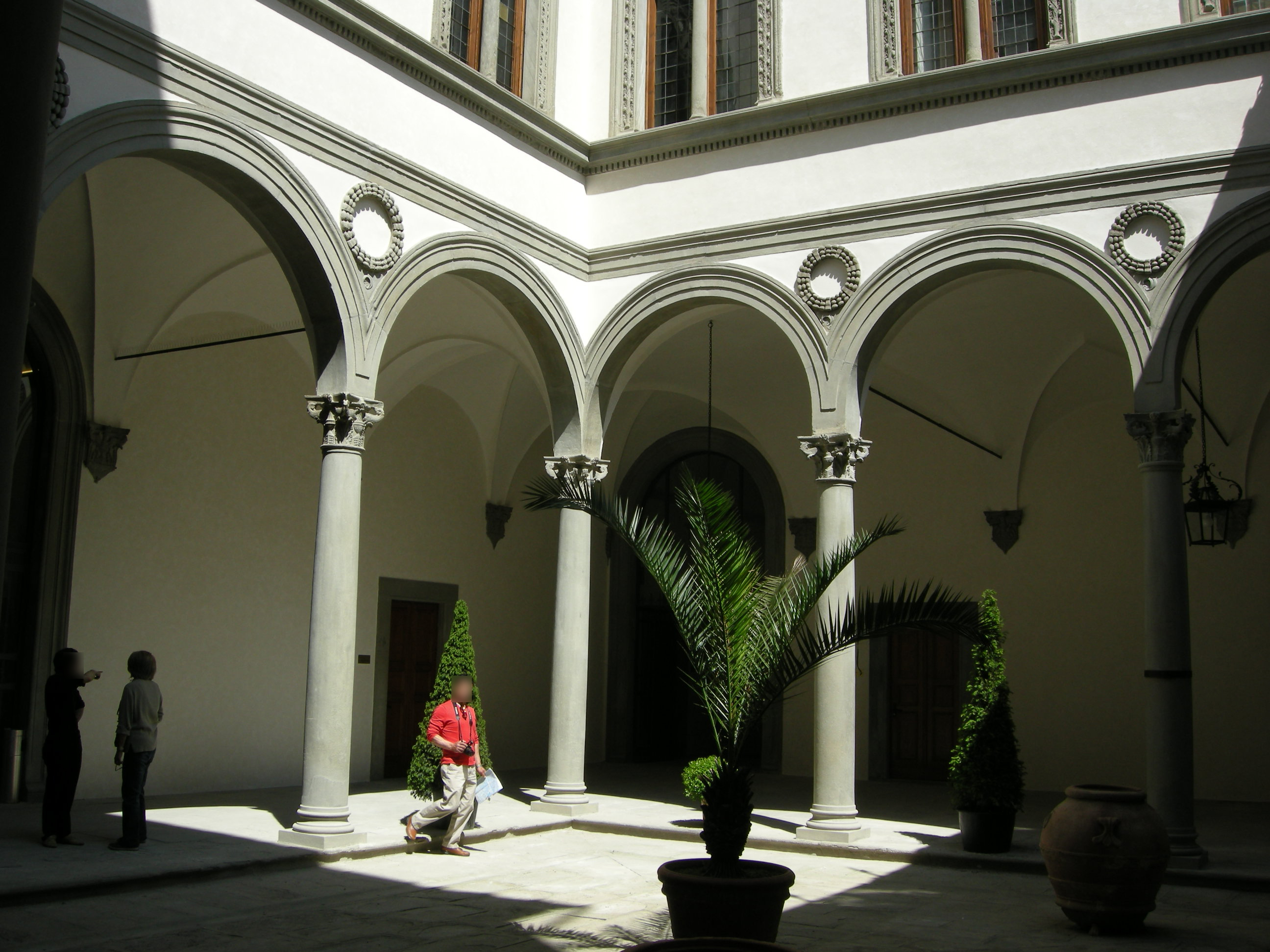
Il cortile interno

Il cortile ha un portico a tre arcate su tre lati ed è tra i più raffinati di Firenze, simile a quelli di palazzo Medici o palazzo Strozzi, ma dal ritmo più leggero. I capitelli delle colonne, che sorreggono le nove arcate a tutto sesto in pietraforte, sono decorati con delfini (come quelli dello stemma) e piccoli vasi contenenti il "fuoco sacro" che scaturisce dalle pietre focaie leggendariamente portate dalla Terrasanta da Pazzino de' Pazzi dopo la prima crociata, che vengono tuttora usate per dare il via al tradizionale scoppio del carro. L'affaccio interno del palazzo è ornato da bifore simili a quelle della facciata e, all'ultimo piano, da un loggiato, oggi chiuso da vetrate ma originariamente aperto.
Dal cortile proviene un bacino marmoreo finemente scolpito con le insegne di Jacopo de' Pazzi, attribuito a Giuliano da Maiano e ai suoi fratelli, e oggi conservato al Metropolitan Museum di New York. 

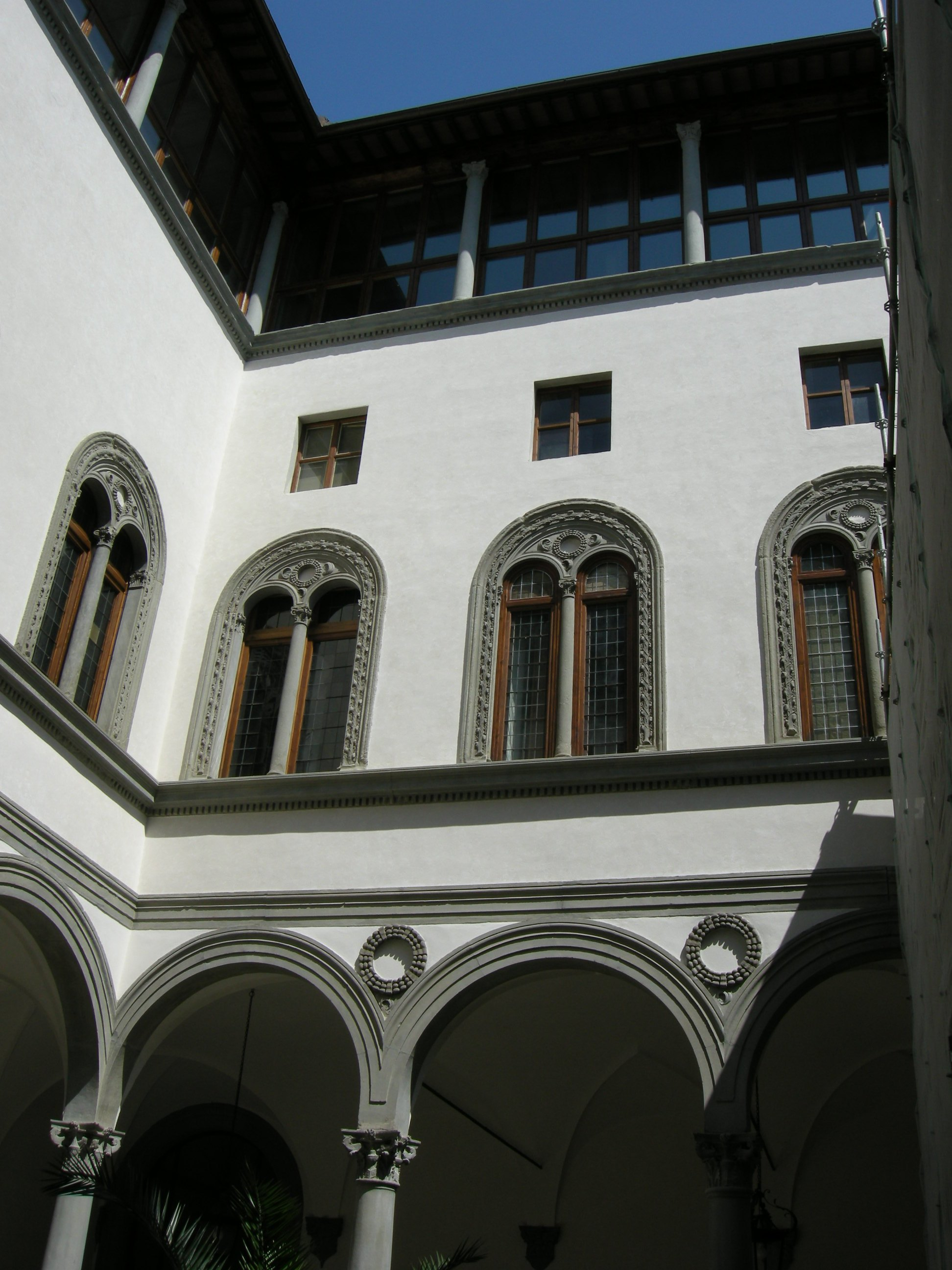
Il cortile interno
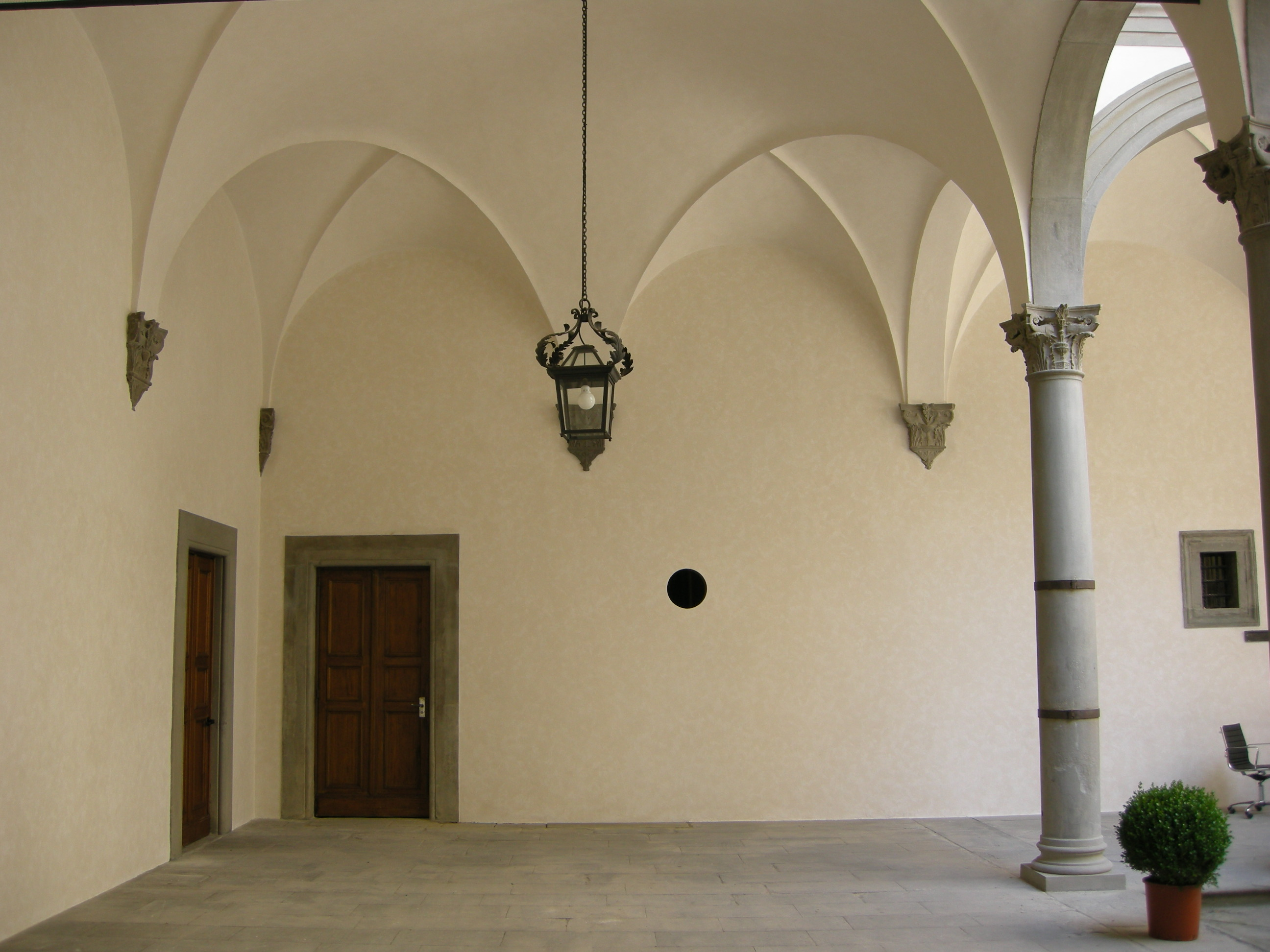
Dettaglio del porticato
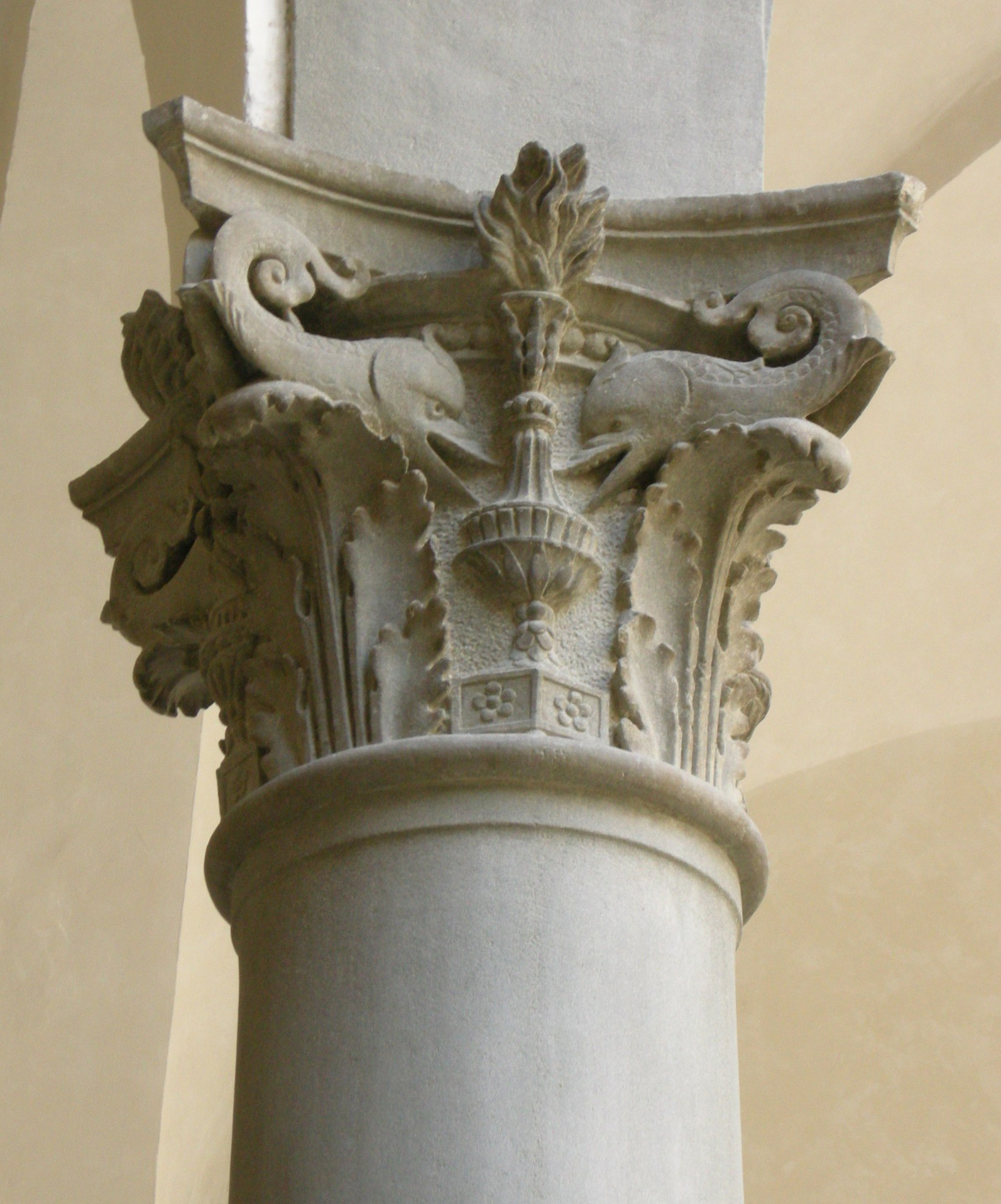
Capitello del cortile coi delfini e il fuoco sacro
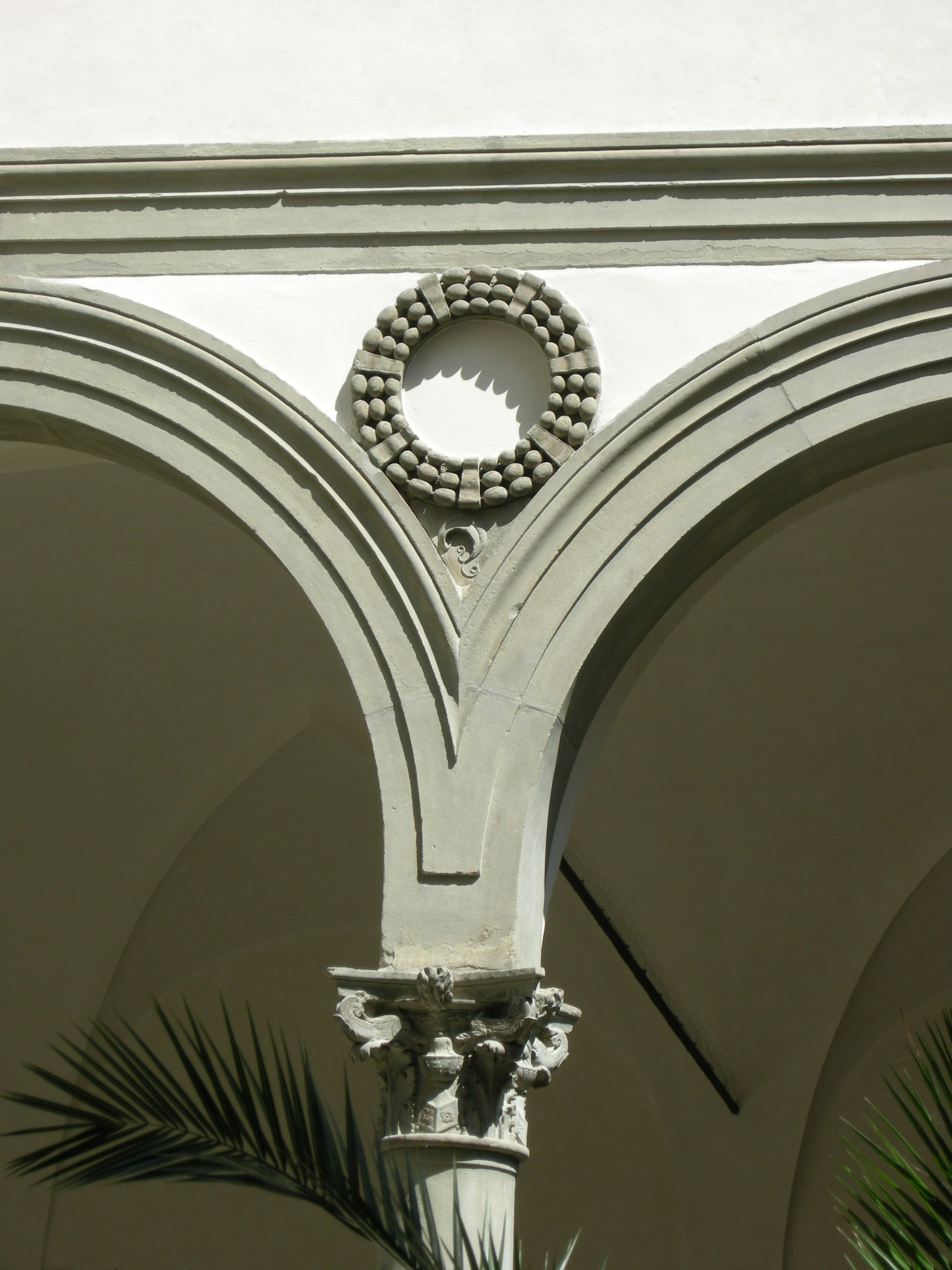
Ghirlanda e l'emblema della vela tra le arcate
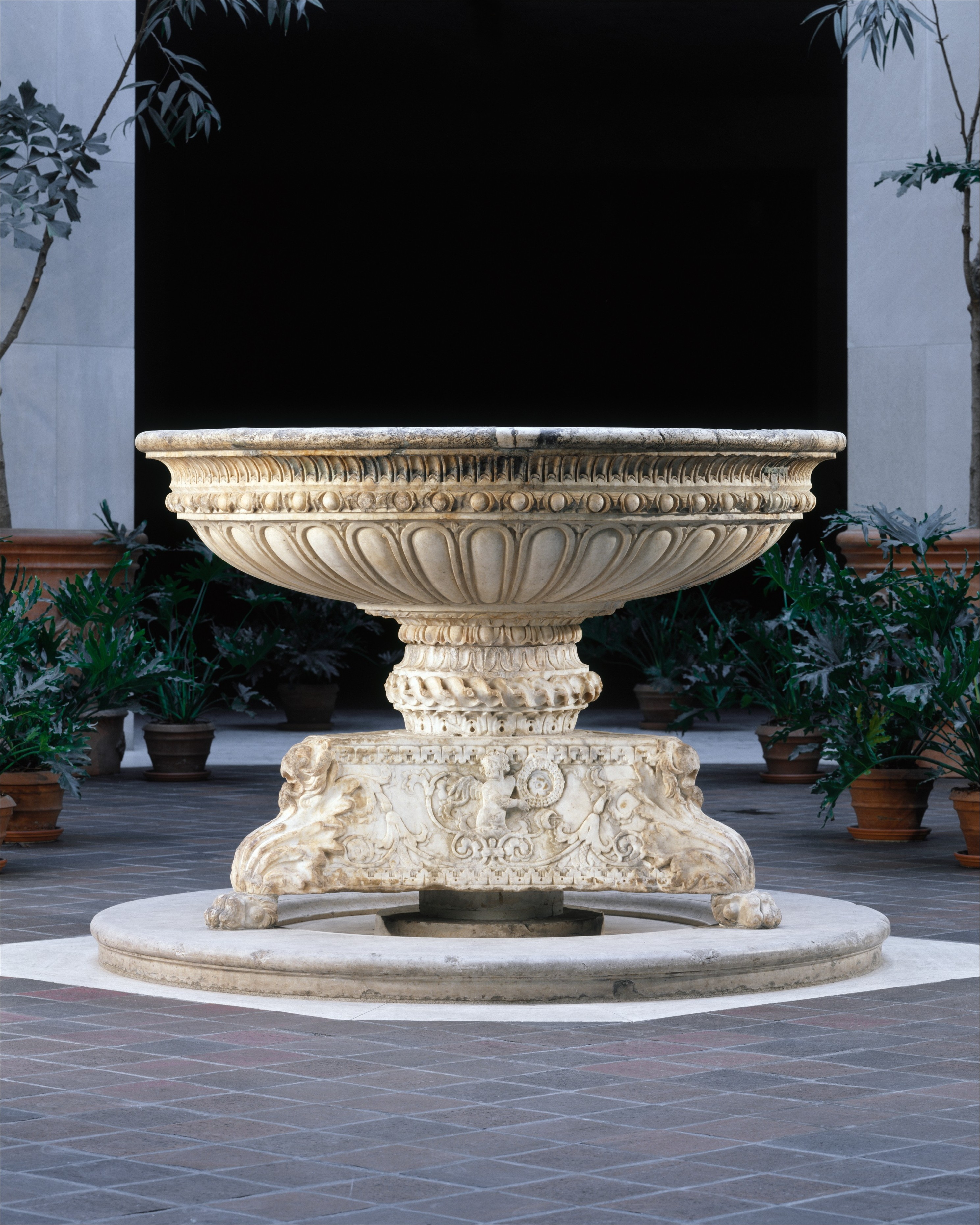
Il bacino di Giuliano da Maiano

### Interni

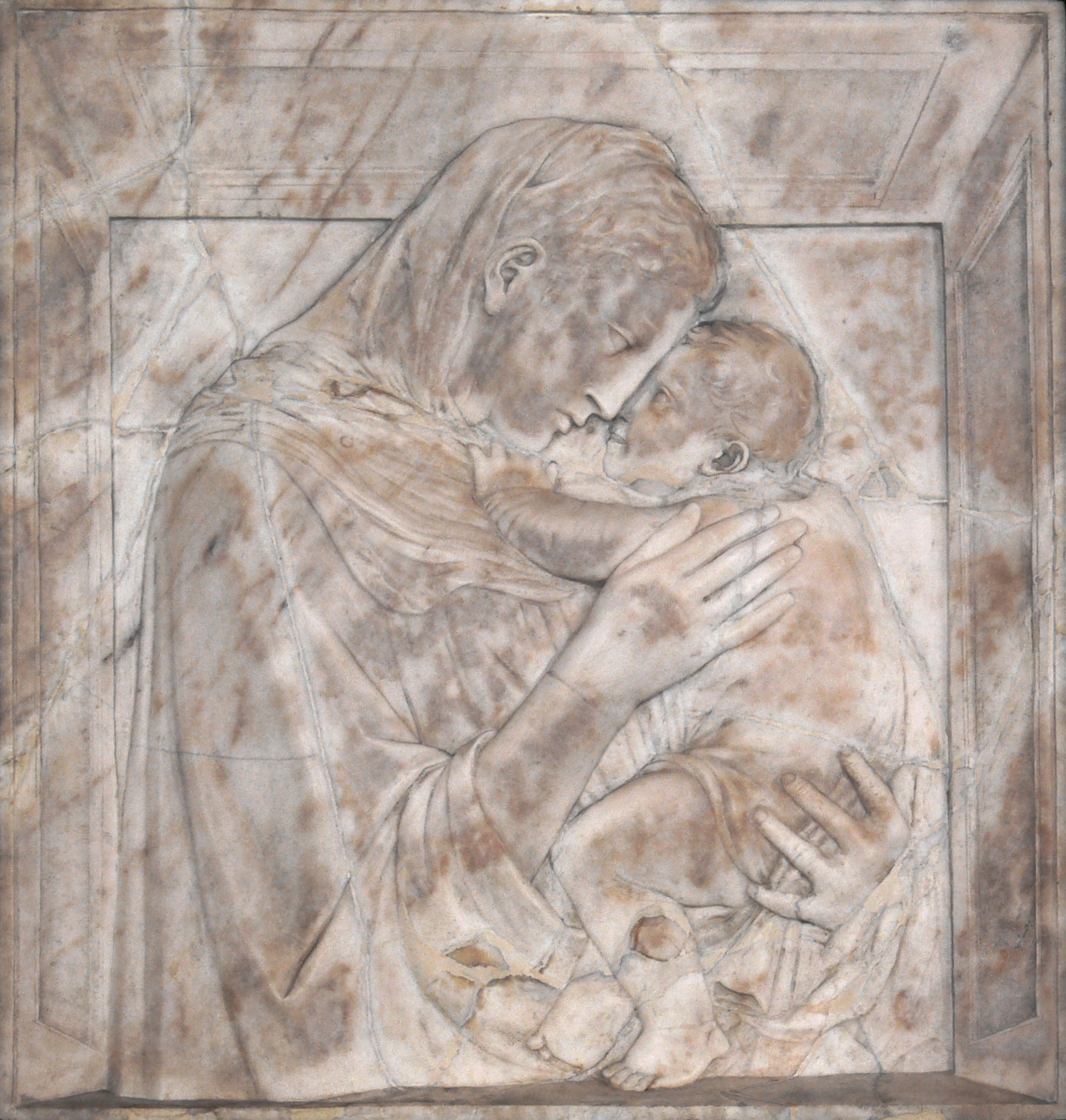
Donatello, Madonna Pazzi, originariamente nella cappella del palazzo

Si accede allo scalone per i piani superiori dall'androne di ingresso, ma originariamente si passava dal cortile. Al primo piano si trova una bussola monumentale riferibile ai lavori del Coppedé.
La sala che prospetta sul giardino ha un notevole soffitto a cassettoni e lungo la parete è appeso un affresco staccato con Pazzino de' Pazzi lungo le mura di Gerusalemme; sono qui presenti anche due tele con soggetti religiosi: l'l'Ultima cena e la Lavanda dei piedi.
Un piccolo ambiente a questo piano, forse l'antica cappellina, ha la volta a botte coperta da affreschi nello stile di Bernardino Poccetti e un pavimento a tarsie marmoree geometriche. È molto probabile che da questa cappella provenga la Madonna Pazzi di Donatello, oggi al Bode Museum di Berlino. In una sala vicina il soffitto è decorata da un affresco con l'Allegoria delle quattro stagioni.
Il secondo piano presenta una interessante sala detta La pompeiana, per via delle grottesche che ne decorano il soffitto. Da qui si accede all'altana, che offre un suggestivo panorama di Firenze.

## Bibliografia

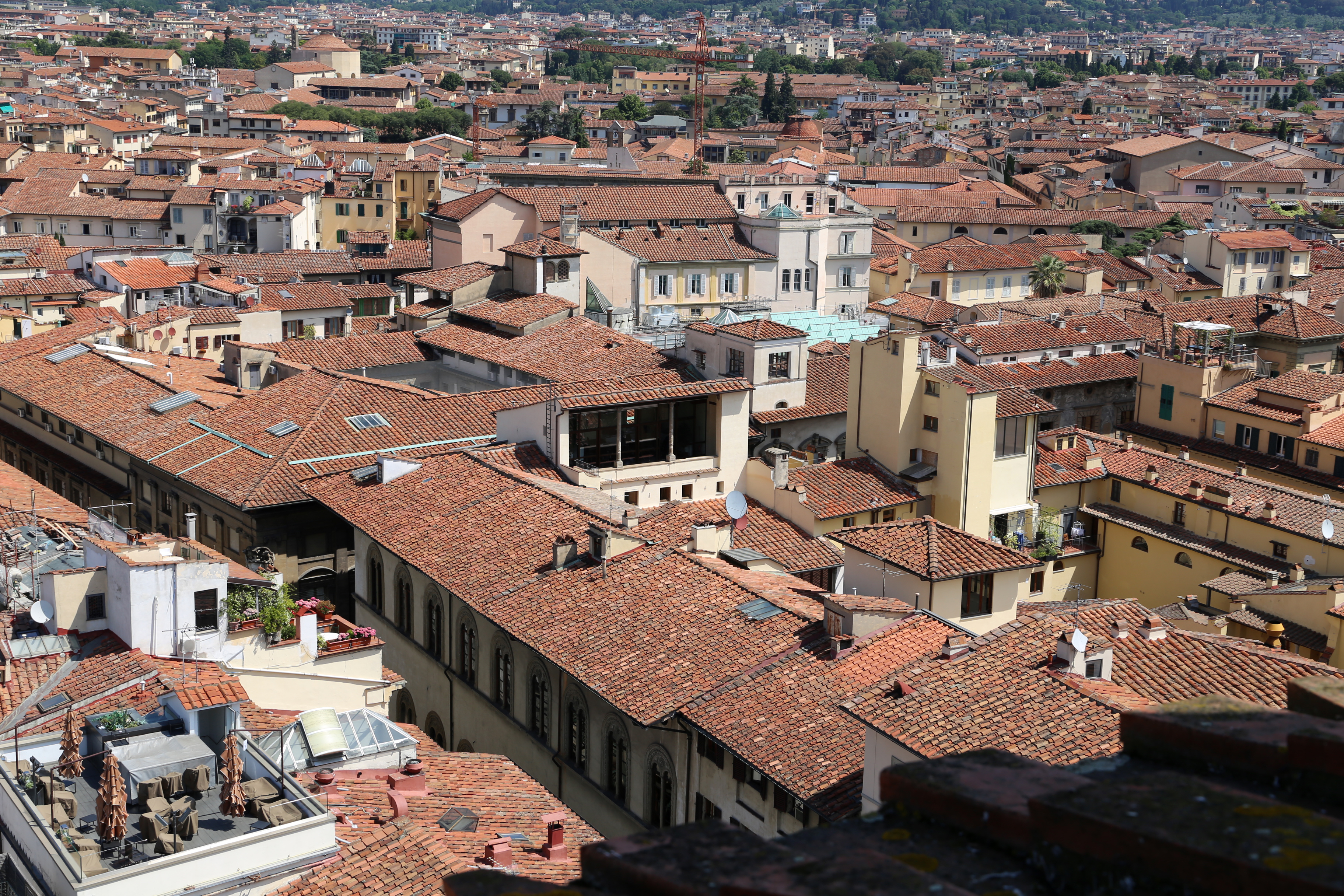
Il palazzo (in basso a destra) con la sua altana, visto dalla Badia Fiorentina